# بوگری
بوگری، روستایی از توابع بخش مرکزی شهرستان باغ‌ملک در استان خوزستان ایران است.

## جمعیت
این روستا در شهر قلعه تل قرار دارد و براساس سرشماری مرکز آمار ایران در سال ۱۳۸۵، جمعیت آن ۳۷۵ نفر (۶۳خانوار) بوده‌است.
هم‌اکنون بوگری یکی از محله‌های شهر قلعه تل شده‌است. اکثر جمعیت این محله بختیاری ئ با هم قرابت فامیلی دارند.

## شغل
بیشتر مردم این محله تا چند سال پیش کشاورز و زمین‌دار بودند. با تبدیل شدن قلعه تل به شهر و پیشرفت و تکنولوژی تعدد مشاغل هم در نزد مردم ریاد شده‌است.

## ورزش
یکی از مهمترین سرگرمیهای جوانان این محله با شروع انقلاب ورزش فوتبال بوده، به همین دلیل تیم فوتبال شاهد بوگری یکی از قدیمی‌ترین تیمهای شهرستان باغملک بوده و افتخارات زیادی در سطح منطقه ای دارد.